# Ophiomyces frutectosus
Ophiomyces frutectosus är en ormstjärneart som beskrevs av George Richard Lyman 1869. Ophiomyces frutectosus ingår i släktet Ophiomyces och familjen knotterormstjärnor. Inga underarter finns listade i Catalogue of Life.